# إيجور جوزينكو
إيجور جوزينكو (13 يناير 1919 - 28 يونيو 1982) كان موظف تشفير في السفارة السوفيتية في كندا والتي مقرها بأوتاوا، أونتاريو. انشق في 5 سبتمبر 1945 ، ومعه 109 من الوثائق الخاصة بأنشطة التجسس السوفييتي في الغرب. مما اضطر رئيس الوزراء الكندي وقتها ماكينزي كينج لاستدعاء لجنة ملكية للتحقيق في التجسس في كندا.

## روابط خارجية
- إيجور جوزينكو على موقع الموسوعة البريطانية (الإنجليزية)